# Platylabus captiosus
Platylabus captiosus är en stekelart som beskrevs av Heinrich 1974. Platylabus captiosus ingår i släktet Platylabus och familjen brokparasitsteklar. Inga underarter finns listade i Catalogue of Life.